# SŽD-Baureihe ОПЭ1
Die SŽD-Baureihe ОПЭ1 (deutsche Transkription OPE1) der Sowjetischen Eisenbahnen (SŽD) ist ein Arbeitsgerät zur Erstellung und Beräumung von Oberbauten auf Abfuhrstrecken in Tagebauen. Es ist vorgesehen für die Arbeit sowohl auf elektrifizierten als auch auf nichtelektrifizierten Abschnitten und wurde  auf Basis der ВЛ80 und M 62 hergestellt. Zusätzlich besitzt es noch eine Motoreinheit, ausgearbeitet als ein Muldenkipper auf Schienen. Die Ausrüstung der Aggregate ist für den Einsatz mit Fahrleitungsspannungen von 7,5 kV bis 11,6 kV ausgelegt.

## Historie
1957 wurde in einem Tagebau im Oblast Tscheljabinsk das erste schienengebundene Abraumgerät eingesetzt, welches aus der Elektrolokomotive IV-КП (IV-KP) und einem Muldenkipper der Bezeichnung ВС-50 (WS-50) bestand, der aus einem Straßenmuldenkipper umgebaut worden war. Durch die Vergrößerung der Tragfähigkeit der Schienen in den Tagebauen konnte das Gewicht der Abtransport-Einheit erhöht werden. Deshalb begann gleichzeitig mit der Bestellung der LEW EL 10 bei LEW die Ausarbeitung eines eigenen Projektes in der UdSSR. Die Arbeiten wurden vom Gesamtrussischem wissenschaftlichem Forschungs- und Entwicklungsinstitut für Elektrolokomotiven (ВЭлНИИ – WELNII) in Nowotscherkassk, der Elektrolokomotivenfabrik Dnipropetrowsk und der Waggonfabrik Dniprodserschynsk durchgeführt. Ursprünglich bestand der Antrieb der Einheit aus einer Diesel-Elektrolok und zwei Muldenkippern. Die Erprobung des Aggregates EL 10 zeigte, dass die Leistung des Diesel-Aggregates mit 750 PS zu niedrig war. In Anbetracht der Gewichtsbeschränkungen wurde entschieden, eine separate Sektion mit Dieselmotor zu schaffen und die Zahl der Muldenkipper auf einen zu verringern. Somit bestand das Fahrzeug aus einer Zweisektion-Lokomotive (eine Sektion Elektrolokomotive, die andere Diesellokomotive) sowie einem Motormuldenkipper. Die gesamte Masse beträgt 360 t. 1964 wurde das Projekt beendet.
1969 lieferte die Elektrolokomotivenfabrik Nowotscherkassk die ersten beiden Kraftaggregate aus, die die Bezeichnung ОПЭ1.001/002 (OPE1.001/002) erhielten. Diese ersten beiden Aggregate bestanden noch aus zwei Sektionen ohne Muldenkipper. Die Muldenkipper wurden in der Waggonfabrik Dniprodserschynsk hergestellt und wurden ab 1975 ausgeliefert. Seit dieser Zeit wurden die Aggregate durchweg als Dreisektions-Aggregate ausgeliefert. Die Produktion der Aggregate lief bis 2001, es wurden 424 Exemplare hergestellt.

## Konstruktion

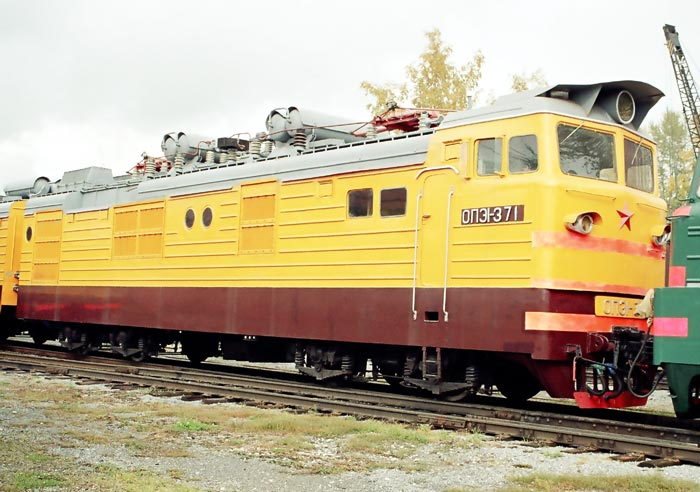
Foto von der Elektrolok-Sektion des OPE1.371

Das Kraftaggregat ОПЭ1 (OPE1) besteht aus folgenden Sektionen:
- einer E-Lok-Sektion (E) nach der Bauart einer Sektion der ВЛ80. Die Sektion besitzt ebenso nur einen Führerstand und besitzt den Traktions-Transformator, die Gleichrichtereinheit und die Stromabnehmer;
- Sektion mit autonomer Kraftquelle (T); diese ist ebenso in dem Lokkasten der ВЛ80 untergebracht und besitzt als Kraftquelle die Diesel-Generator-Einheit der M 62;
- eine Motorsektion (M), ein Muldenkipper der Waggonfabrik Dniprodserschynsk, mit ihm konnte Abraum transportiert werden, er besitzt jedoch Drehgestelle mit Traktionsfahrmotoren.

Die E-Lok-Sektion, die Dieselloksektion und die Motorsektion besitzen jeweils zweiachsige angetriebene Drehgestelle, die Gesamtzahl der Traktionsfahrmotoren beträgt demzufolge 12.
Das Aggregat kann auf Abschnitten von Eisenbahnstrecken mit Neigungen bis zu 60 ‰ arbeiten. Bedingungen für den Betrieb sind, dass die Einsatzhöhe nicht höher als 1200 m über den Meeresspiegel liegt, die Temperatur in der Umgebung in dem Bereich von −50 °C bis +40 °C liegt, die relative Luftfeuchtigkeit nicht höher als 90 % bei 20 °C ist. Da die Achslast des gesamten Aggregates 30 t beträgt, ist eine Beförderung des Kraftaggregates auf den Gleisen der Staatsbahn nicht möglich. Der Transport von dem Kraftaggregat ОПЭ1 von dem Hersteller- bzw. dem Ausbesserungswerk zum Tagebau und zurück wird mit speziellen Drehgestellen ohne Traktionsfahrmotoren durchgeführt. Zum Vergleich muss erwähnt werden, dass die Achslast der ВЛ80 23 t beträgt.
Auf den Lokomotiven werden folgende Bremsen verwendet; die pneumatische Bremse (automatische Zug- und Hilfsbremse (Direkte Bremse)), die elektrische Bremse und die Handbremse als Feststellbremse. Das Aneinanderkuppeln der Sektionen E und T ist nur auf den Seiten ohne Kabine möglich. Die Motorsektion M kann nur hinter den Sektionen E und T disponiert werden.
Im Fahrbetrieb sind folgende Konfigurationen möglich:
- Nutzung aller drei Sektionen (E-Lok, Diesellok und Motor-Muldenkipper). Die E-Lok-Sektion dient dem Antrieb auf elektrifizierten Abschnitten, die Diesellok kann die E-Lok unterstützen und dient dem Antrieb auf nicht elektrifizierten Strecken. Die Traktions- und Brems-Verwaltung geschieht über alle zwölf Traktionsfahrmotoren;
- Arbeit mit zwei Sektionen (E-Lok und Diesellok ohne Motor-Muldenkipper). Die Traktions- und Bremsenergieverwaltung geschieht wie bei der Arbeit mit drei Sektionen, aber lediglich über acht Traktionsfahrmotoren;
- Arbeit mit einer Sektion (Diesellok ohne Elektrolokomotive und ohne Muldenkipper).

Zusätzlich konnte das Aggregat auch ohne Dieselsektion als E-Lok-Antrieb mit zwei Motoreinheiten geliefert werden. Damit kann auf elektrifizierten Abschnitten mit Steigungen bis 60 ‰ der Oberbau bearbeitet werden.